# Герб Уппланду
Герб Уппланду (швед. Upplands vapen) — символ історичної провінції (ландскапу) Уппланд. 
Також використовується як герб сучасного адміністративно-територіального утворення лену Уппсала та елемент герба лену Стокгольм.

## Історія
Герб ландскапу Уппланд розроблено для процесії під час похорону короля Густава Вази 1560 року. З тих пір герб вживається без змін. 
У 1939 році затверджений як герб лену Уппсала.

## Опис (блазон)
У червоному полі золота держава.

## Зміст
Держава символізує духовну та світську владу.
Герб ландскапу може увінчуватися герцогською короною. Герб лену може використовуватися органами влади увінчаний королівською короною.